# 뷜레이스트
뷜레이스트(고대 노르드어: Býleistr)는 노르드 신화에서 언급되는 로키의 형제이다.
로키의 형제라는 사실 외에는 아무것도 알려진 것이 없다. 스노리 스투를루손은 《신 에다》 중 〈길피의 속임수〉 제34장에서 “로키의 형제들은 뷜레이스트와 헬블린디”라고 하며, 여러 에다 시가에서 로키를 가리키는 케닝그로 “뷜레이스트의 형제”(bróðir Býleists 브로디르 뷜레이스트스)라고 한다.
학자들은 뷜레이스트가 로키의 형제이므로 로키와 마찬가지로 그 부모가 파르바우티와 라우페이라고 생각하지만, 그러한 내용은 원전에는 직접적으로 언급되지는 않는다. 고대의 신화의 무대에서 이 로키의 가족들이 무슨 역할을 했는지는 아직까지도 밝혀진 바가 없다.